# Gyökérhártya

1.Fog 2.Fogzománc 3.Dentin 4.Fogbél 7. Fogcement 17.Fogágy 18. Fogíny 22.Gyökérhártya

A gyökérhártya (Periodontium, Ligamentum periodontale) egy specializált kötőszövet, mely a fogat az alveolus csonthoz rögzíti. Segítségével tud ellenállni a fog a nagy rágóerőknek, anélkül hogy az alatta lévő csont elpusztulna. Ez úgy valósul meg, hogy a gyökérhártya rostjai, a csontokra serkentő hatású húzóerővé alakítják a fogat ért nyomóerőket.
Ezenkívül a gyökérhártyában lévő idegvégződések által érzékeli az agy a fogat ért erők nagyságát (proprioreceptív érzékelés).

## Szerkezete
A gyökérhártya a fogágy alkotórésze, legnagyobb mennyiségben kollagén rostokat, ún. Sharpey-rostokat tartalmaz. Ezenkívül fájdalomérző idegvégződéseket, vérereket, nyirokereket, fibroblasztokat, tartalék sejteket, makrofágokat és csontsejteket is találunk. A fogfejlődés során visszamaradt hámsejteket, ún. Malassez-féle sejteket is tartalmaz. Ezek fiziológiás szerepe nem tisztázott, de gyökérhártya-gyulladás esetén ciszták képződhetnek belőlük.
Gazdag kollaterális hálózattal rendelkező vérellátása, és a sokféle sejt biztosítja jó regeneráló képességét.
A kollagén rostok lefutása sokféle lehet, egy fogon belül is:
- ferde rostok fordulnak elő a leggyakrabban
- supraalveolaris rostok, az interdentális csontléc csúcsáról felfele, a zománc-cement határ fele húzódnak
- vízszintes rostokat elsősorban a zománc-cement határtól apikálisabban találunk
- függőleges rostok a gyökércsúcsnál találhatóak

Ezenkívül még vannak ún. interradiculáris rostok, a többgyökerű fogak gyökerei között, és transseptális rostok, melyek két szomszédos fog között húzódnak. Utóbbiaknak a fogvándorlásban tulajdonítanak szerepet. Az egyik fog a transseptális rostok segítségével „húzza” maga után a másikat.

## Fejlődése
Lásd: fogágy fejlődése